# Barbosella cucullata
Barbosella cucullata är en orkidéart som först beskrevs av John Lindley, och fick sitt nu gällande namn av Rudolf Schlechter. Barbosella cucullata ingår i släktet Barbosella och familjen orkidéer. Inga underarter finns listade i Catalogue of Life.

## Bildgalleri

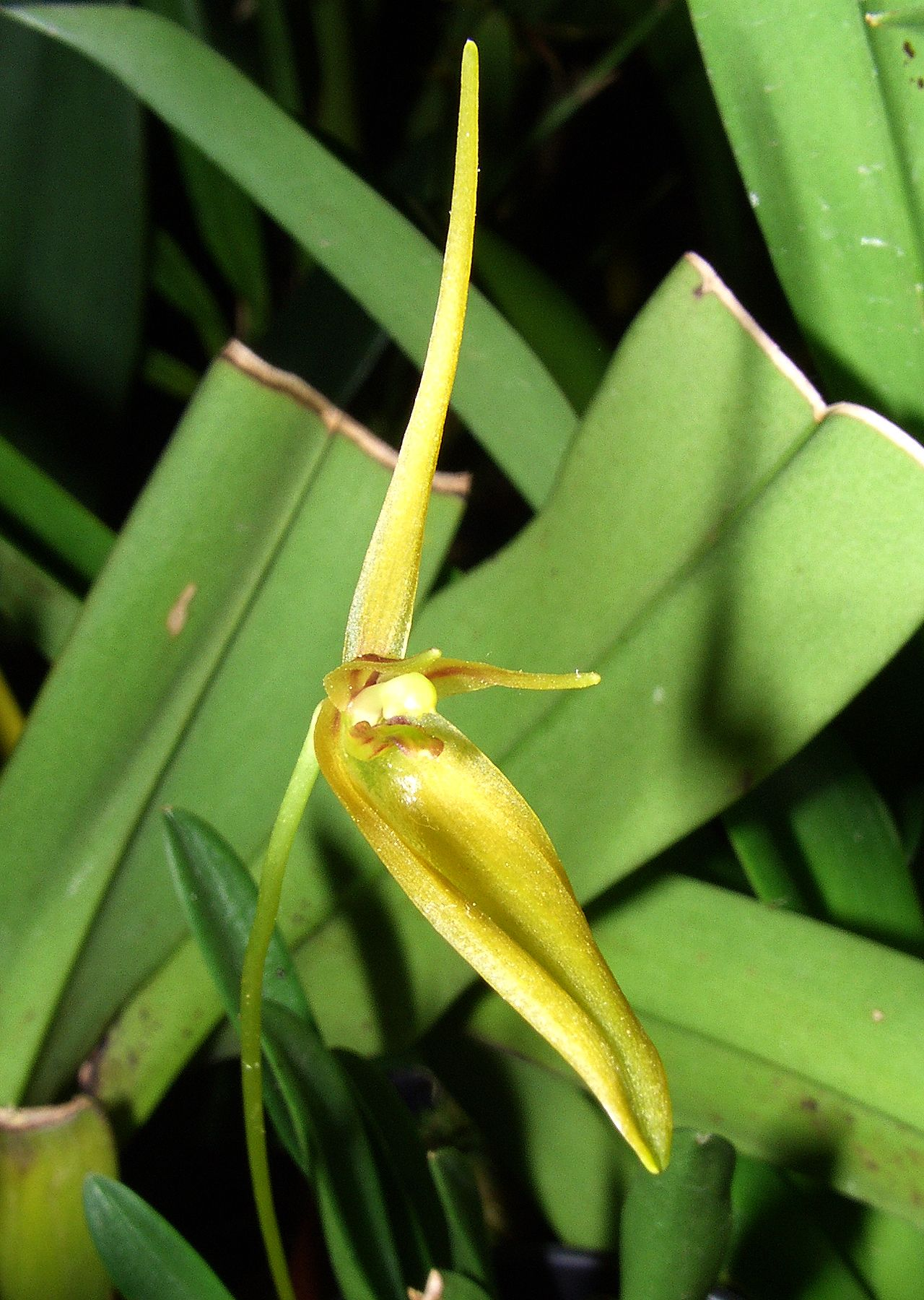